# Katlewo
Katlewo – wieś w Polsce położona w województwie warmińsko-mazurskim, w powiecie nowomiejskim, w gminie Grodziczno.
Miejscowość była wzmiankowana w 1260 roku, gdy biskup chełmiński przekazał Krzyżakom obszar ziemi na prawym brzegu rzeki Wel na którym znajdowało się Katlewo. Pod władanie Korony Polskiej wróciło w 1466 roku postanowieniem pokoju toruńskiego, znajdując się w powiecie michałowskim w województwie chełmińskim. Wskutek pierwszego rozbioru Polski (1772) wieś wraz z całą ziemią lubawską znalazła się pod panowaniem pruskim. Traktatem wersalskim z 1807 roku Katlewo znalazło się w nowo utworzonym Księstwie Warszawskim, aby osiem lat później powrócić do Prus. Według dokumentów z 1885 roku w Katlewie mieszkało 171 mieszkańców, w tym 117 katolików i 54 ewangelików. Obszar miejscowości wynosił 2502 morgi (ok. 625 ha).
W latach 1975–1998 miejscowość administracyjnie należała do województwa toruńskiego.
W Katlewie znajduje się pałac z początku XX wieku. W Katlewie urodził się olimpijczyk Aleksy Antkiewicz.
Nieopodal znajduje się skrzyżowanie dróg wojewódzkich nr 541 i 538